# Xã Ross Lake, Quận Crow Wing, Minnesota
Xã Ross Lake (tiếng Anh: Ross Lake Township) là một xã thuộc quận Crow Wing, tiểu bang Minnesota, Hoa Kỳ. Năm 2010, dân số của xã này là 165 người.